# Jegenye-völgy

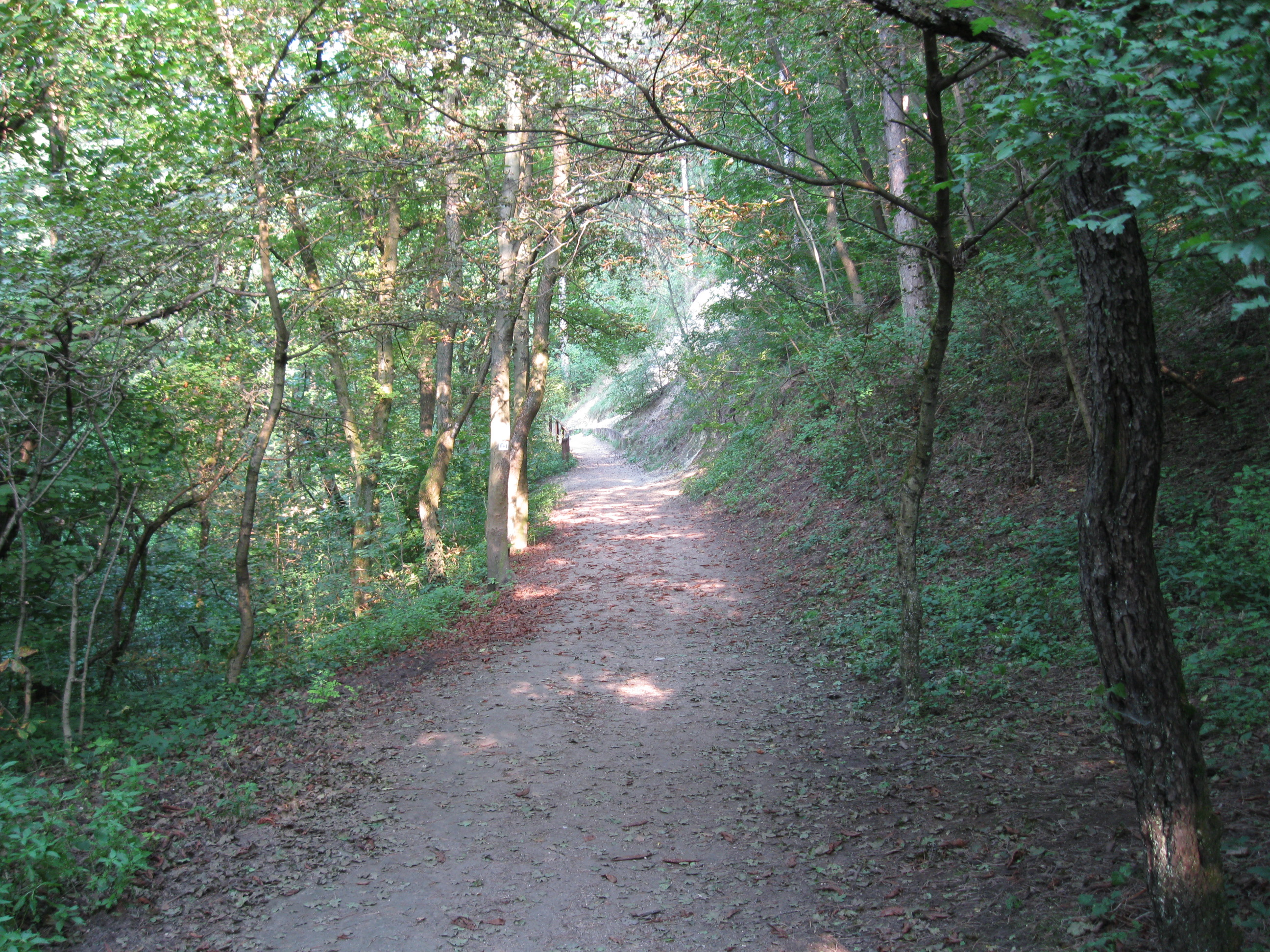
Az Alsó-Jegenye-völgy egy részlete

A Jegenye-völgy a Budai-hegységben, Solymár közigazgatási területén található, egy rövid szakaszon érintve Budapest II. kerületét is. Népszerű kirándulóhely, kedveltségét fokozza az alsó szakaszán látható 5 méter magas vízesés, amely a Budai-hegység legnagyobb vízesése. Állandó vízfolyása csak ezen az alsó szakaszon van, itt a Paprikás-patak csörgedezik rajta végig. Több jelzett turistaút is érinti, valamint a közvetlen közelében halad át az Országos Kéktúra 13-as számú szakasza.

## Megközelítése
A völgy tömegközlekedéssel is könnyen elérhető, amihez a legegyszerűbb mód a 64-es buszcsalád valamelyik járatát választani, hiszen e buszok Solymár, Kökörcsin utca megállóhelye közvetlenül az Alsó-Jegenye-völgy bejáratánál található (ráadásul eddig a megállóig még a budapesti bérlet is elegendő, nincs tehát szükség környéki bérletre), de ugyaninnen pár perces sétával elérhetők a középső és felső szakasz térségét érintő turistautak, erdei utak is. A vadregényes, bár talán kevésbé látványos Középső- és Felső-Jegenye-völgy megközelíthető a 157-es busztól, az Alsó-Jegenye-völgy alsó bejárata pedig a Budapest–Esztergom-vasútvonal solymári állomásától is. A völgyet emellett több hosszabb-rövidebb jelzett turistaút, valamint számos teljesítménytúra-útvonal is érinti.

## Földtan
A Jegenye-völgyet alkotó kőzetek összetételét alapvetően a völgyet határoló hegytömbök geológiai felépítése határozza meg. A völgy alsó szakasza mentén, a Pap-hegy nyugati lábánál régen ipari célra is fejtették a nummulinás és ortofragminás mészkövet; néhány kisebb feltárásban a hárshegyi homokkő alatt felszínre bukkan a budai márga, csakúgy, más szakaszokon pedig a kiscelli agyag. Szintén részben kiscelli agyagra alapult a völgy középső és alsó szakaszának határán létesült az egykkori kerámiaüzem, a Fővárosi Művészi Kézműves Vállalat gyáregysége.
A völgyet a Felső-patak-hegy lábánál masszív, kemény anyagú homokkőpad keresztezi, aminek a patak egy jó részét már lepusztította, de még így sem tudta teljesen áttörni, ennek köszönhető a vízesés kialakulása. Hasonló, jóval alacsonyabb homokkőpad állja a patak útját kb. 450 méterrel lejjebb is, erről a tényről azon a szakaszon egy alacsony zúgó tanúskodik.
A völgy oldalfalában a kőporosodott dolomit alapkőzet fölött több helyen torrenskavics réteg jelöli a jégkorszak előtti völgyfenék szintjét, amely réteg fölé lösz és újabb kori üledék települt. Ez a kavicsréteg jelentős víztartó tulajdonsággal bír, de ahol a felszínre bukkan, ott kisebb források is erednek. E források közül a legjelentősebb a völgy területén a Rózsika-forrás, amely eocénkori brakkvízi üledékréteg és a torrenskavics határán szivárog elő.

## Szakaszai
A Jegenye-völgy három, viszonylag jól elhatárolható szakaszból áll. Ezek közül a felső szakasz nagyjából nyugat-keleti irányban halad, majd a középső szakasz kelet-délkeleti irányba fordul, és így halad, míg át nem lépi Budapest határát. Ott egy éles töréssel északnak fordul, míg el nem éri a Pesthidegkúti-medence felől érkező Paprikás-patak folyását. Innen számítható az alsó szakasza, amely sok kanyarvétellel, de hozzávetőleg végig észak-északkeleti irányban halad tovább ismét solymári területen, végül a solymári vár mellett elhaladva lép ki a Solymári-völgybe.

### Felső-Jegenye-völgy

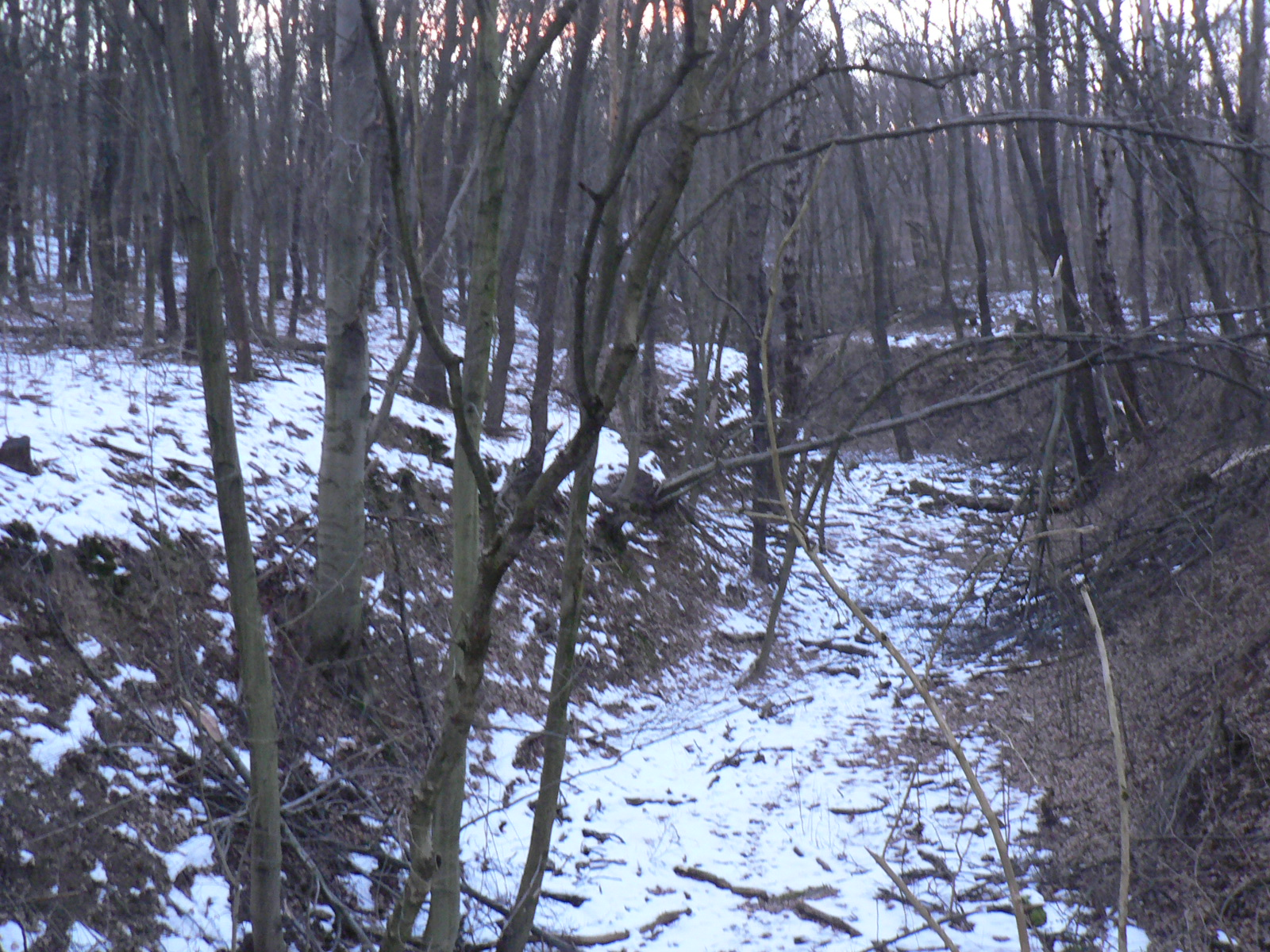
A Felső-Jegenye-völgy a Gr. Karátsonyi útról nézve

A Felső-Jegenye-völgy több keskeny árokból kialakuló mély horhos, melynek leghosszabb ága közvetlenül a Kovácsi-erdőföldek nevű irtásterület északi csúcsánál indul, és pár száz méteren keresztül az erdőföldek mellett halad. Ezen a szakaszon a nyugat-keleti irányultságú völgy a tőle északra emelkedő, 419 méter magas Kerek-hegy tömbjét választja el a 388 méter magas Kálvária-domb, illetve a 424 méter magasságig emelkedő Remete-hegy tömbjétől. A völgy ezen a részén több kisebb kanyart vesz, illetve jó néhány meredek árkot fogad be, elsősorban dél, vagyis a Kovácsi-erdőföldek és az azzal szomszédos erdőrész felől.
A Jegenye-völgy felső szakasza nagyjából ott ér véget, ahol eléri a Solymár kerekhegyi településrészét Budaligettel összekötő, Gróf Karátsonyi utca elnevezésű erdei utat. Ez az elhatárolás azonban bizonyos fokig mesterségesnek tekinthető, ennek megfelelően vannak, akik a Középső-Jegenye-völgyet nem is különítik el, hanem azt is a Felső-Jegenye-völgy részének tekintik.
Budaligeten a Hidegkúti út, Kecskerágó utca, Szívvirág utca által bezárt területet (32,2 hektár) 2022-ben helyi jelentőségű természetvédelmi területté nyilvánította a Főváros.

### Középső-Jegenye-völgy

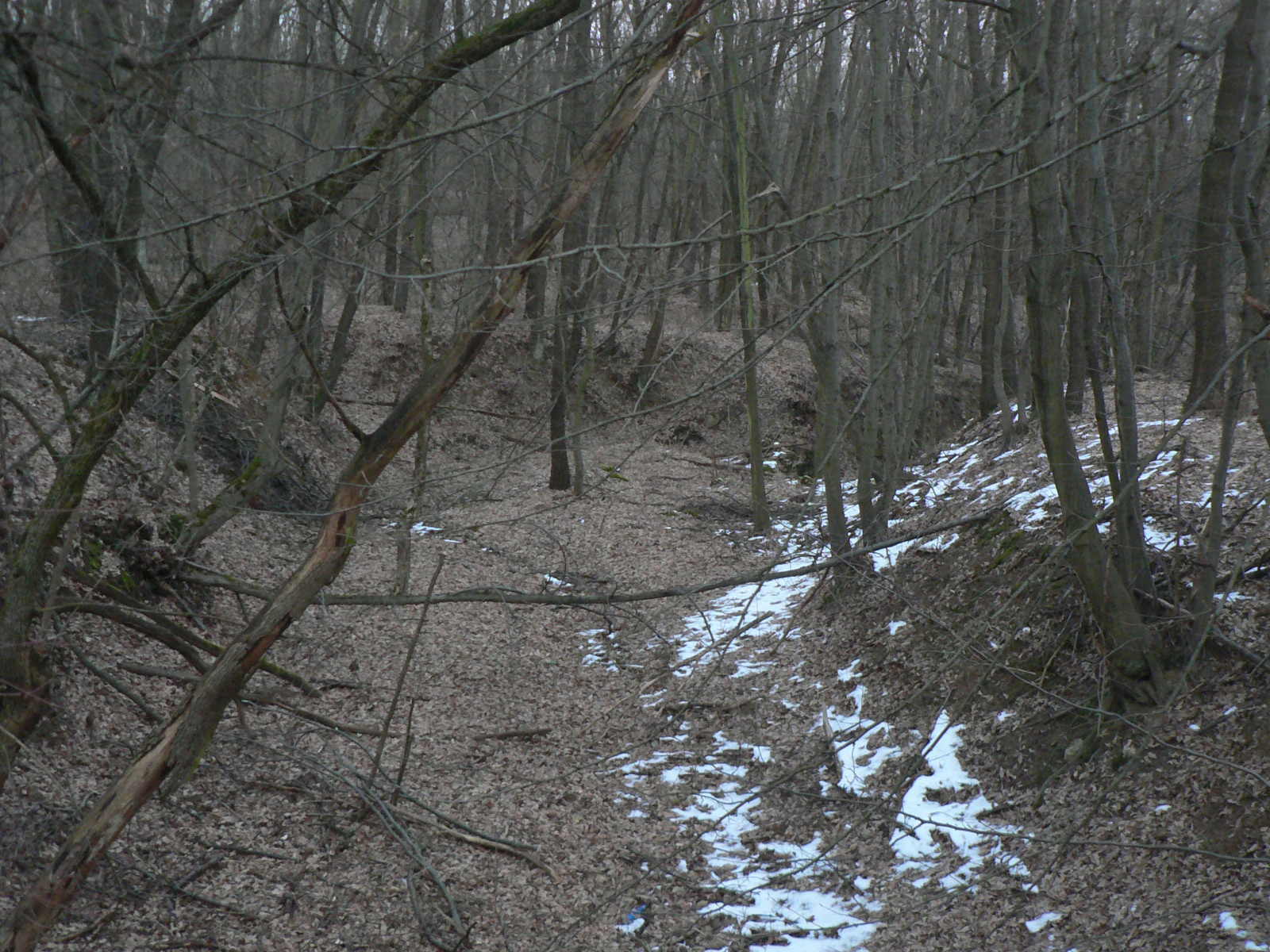
A Középső-Jegenye-völgy a kerekhegyi útnál

A völgy ezen szakasza majdnem egyenes, és az említett útkeresztezéstől kelet-délkeleti irányban halad. Állandó vízfolyás még ezen a szakaszon sem található benne, a völgy ettől függetlenül horhosszerűen meredek oldalfalak között, számottevő – bár a felső szakasznál már valamivel enyhébb – lejtéssel halad. A völgy ezen szakasza a tőle délnyugatra emelkedő Kálvária-domb lejtőit harántolja, tőle észak-északkeletre keskeny gerinc fut le a Kerek-hegyről, amit észak felől alig 100-150 méterrel újabb mély völgy követ.
Néhány száz méteren keresztül a Középső-Jegenye-völgy Budaliget legészakibb házai mellett elhaladva belép Budapest területére, és a József Attila utca vonalát elérve felveszi a budaligeti források vizét. Itt a völgy egyúttal északnak fordul, és kelet felől a Szívvirág utca végénél emelkedő névtelen magaslatot, nyugat felől pedig egy egykori solymári kerámiaüzem (korábban festékgyár) bányaterületét határolva eléri a Hidegkúti utat. Utóbbit a patak egy több tíz méteres kiterjedésű, épített műtárggyal keresztezi, majd egy egykori vízimalom helye mellett elhaladva belefolyik a Pesthidegkút felől érkező Paprikás-patakba.

### Alsó-Jegenye-völgy

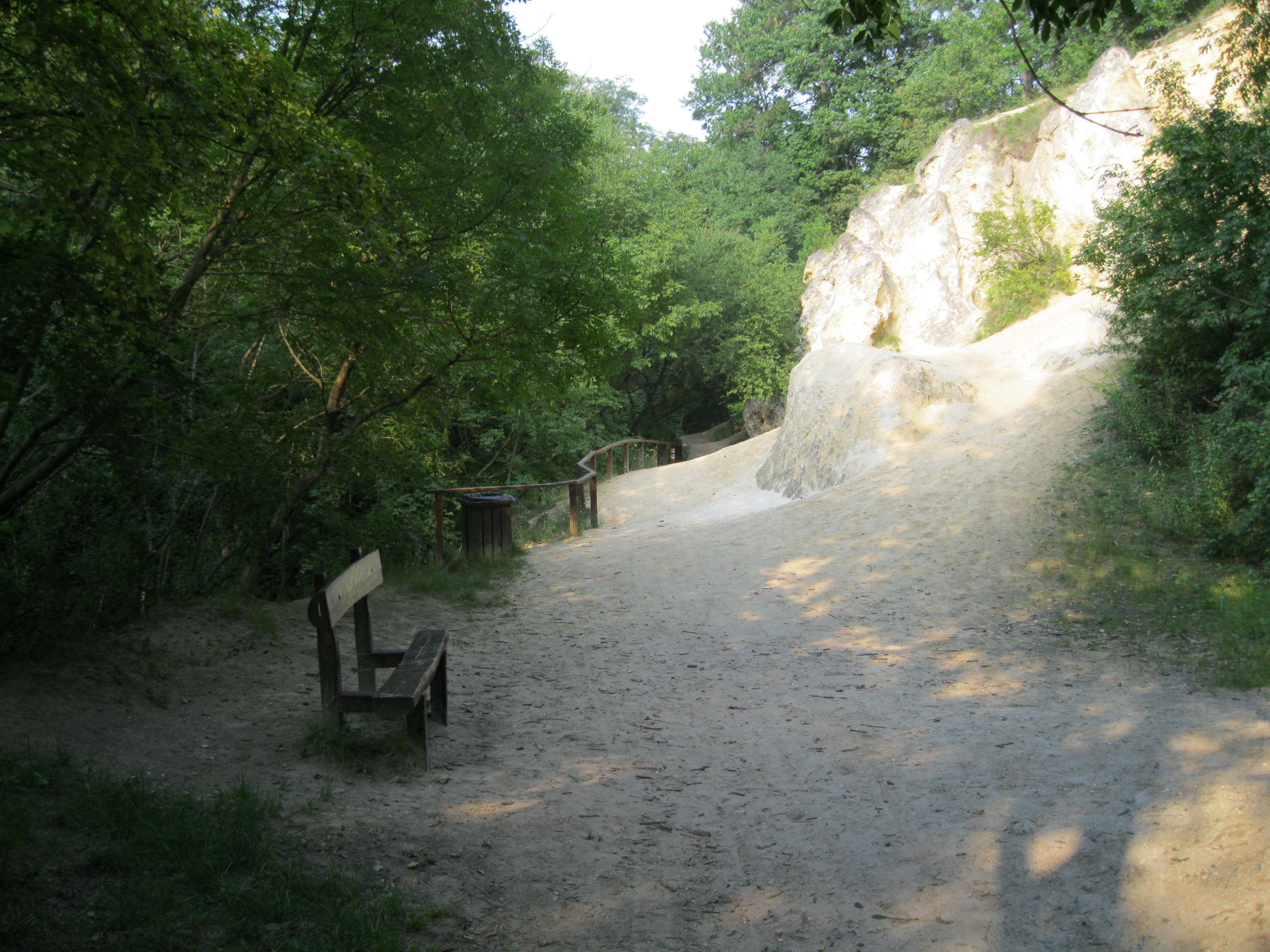
Részlet az Alsó-Jegenye-völgyből

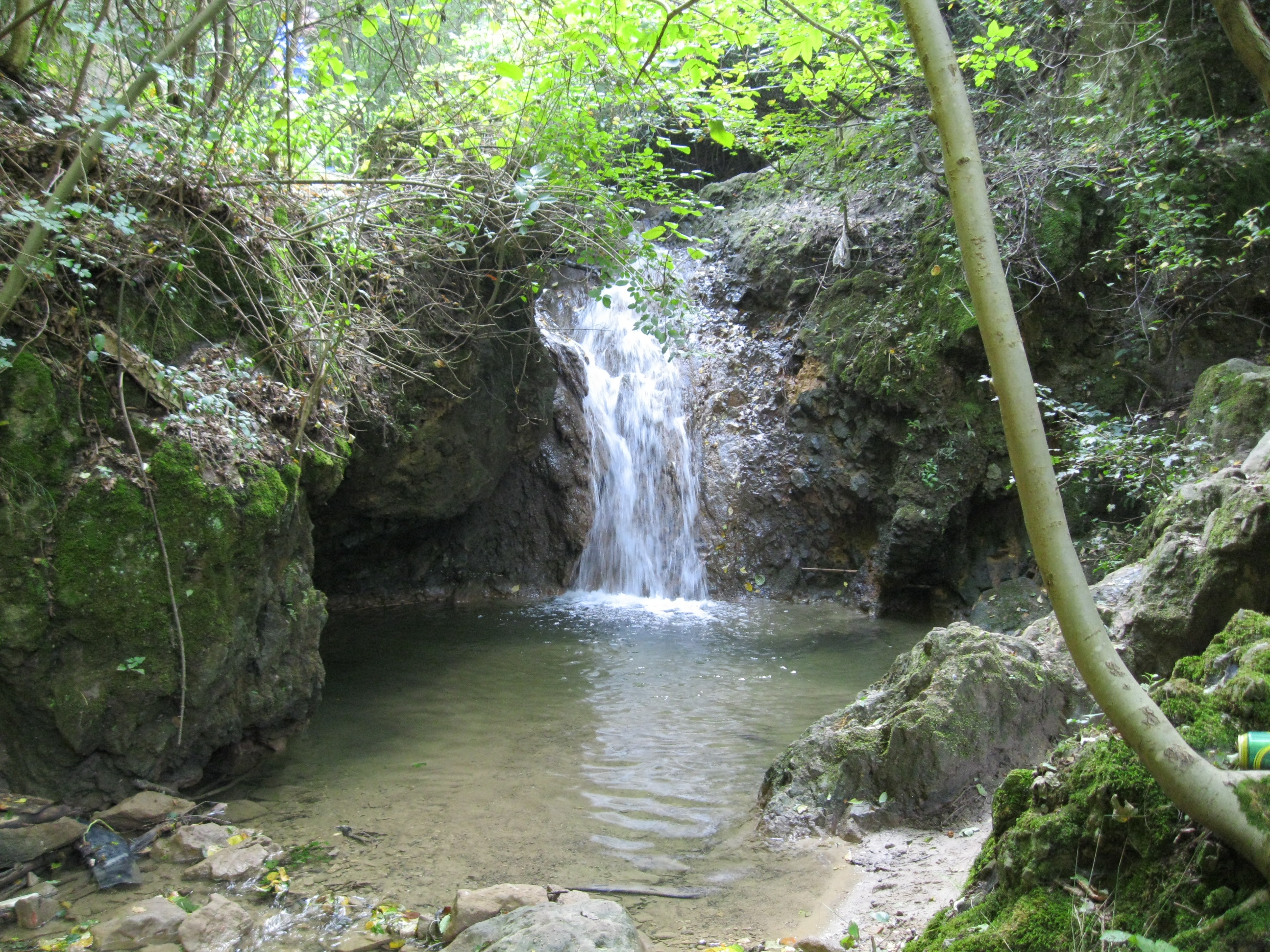
A Jegenye-völgyi vízesés

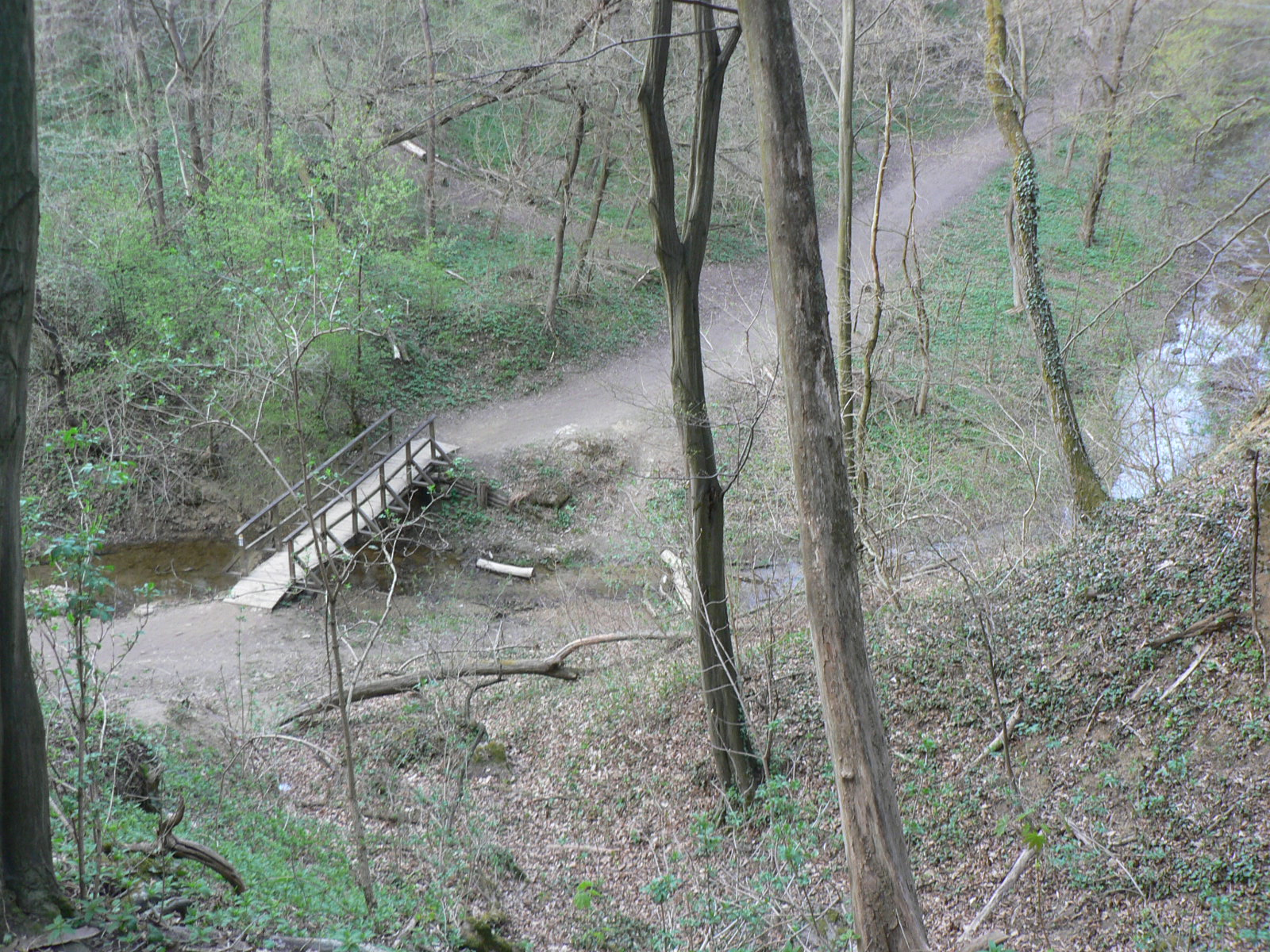
Jegenye-völgyi híd és patakszakasz a szurdokoldalból nézve

A Jegenye-völgy alsó szakaszát onnan számíthatjuk, ahol a Budaliget felől érkező Budaligeti-forrás csermelye eléri a Paprikás-patakot, majd az egyesült vízfolyás elhagyja Budapest területét és ismét solymár folytatja útját. A hétköznapi szóhasználatban sokan csak ezt az alsó szakaszt értik Jegenye-völgy alatt, ami annyiban talán helytálló is, hogy az alsó szakasz felől nézve a felsőbb völgyszakaszok nem tekinthetők egyértelműen ugyanazon völgy folytatásának.
A Jegenye-völgy ezen szakasza geológiailag tektonikus árok, amely előbb a tőle keletre magasodó, 320 méter magas Les-hegy, majd az azzal egyazon hegytömbhöz tartozó, 312 méteres magasságú Felső-patak-hegy lábainál húzódik. Nyugati oldalát helyenként egészen megközelíti Solymár néhány belterületi része, máshol a györgyhegyi településrész mezőgazdasági területei határolják. A szűk szurdokvölgyben a patak meglehetősen kacskaringósan halad, ami miatt a völgyben haladó turistaút számos ponton keresztezi a vízfolyást, hangulatos kialakítású fahidakkal.
A völgyszakasz bejáratától néhány perc sétával lehet elérni a völgy egyik fő látványosságának számító, 5 méter magas Jegenye-völgyi vízesést, amelynek felső szintjére kényelmes, kiépített (lépcsős) útszakaszon is le lehet jutni. További 10-15 perc sétával lehet elérni a Felső-patak-hegyet északról határoló Őz-völgy betorkollását, amelytől alig pár lépésre egy forrás található. A Rózsika-forrást először még a 20. század első felében foglalták, a jelenlegi forrásfoglalást a forrásszoborral 2002-ben adták át. (A forrás vize a vízgyűjtő területének korábbi elszennyezése miatt nem iható.) A forrás közelében 2016 decemberében az olajipari természetjárók közössége egy emlékkövet is állított és egy emlékfát ültetett korábbi elnökük, Kremzer Ferenc emlékére.

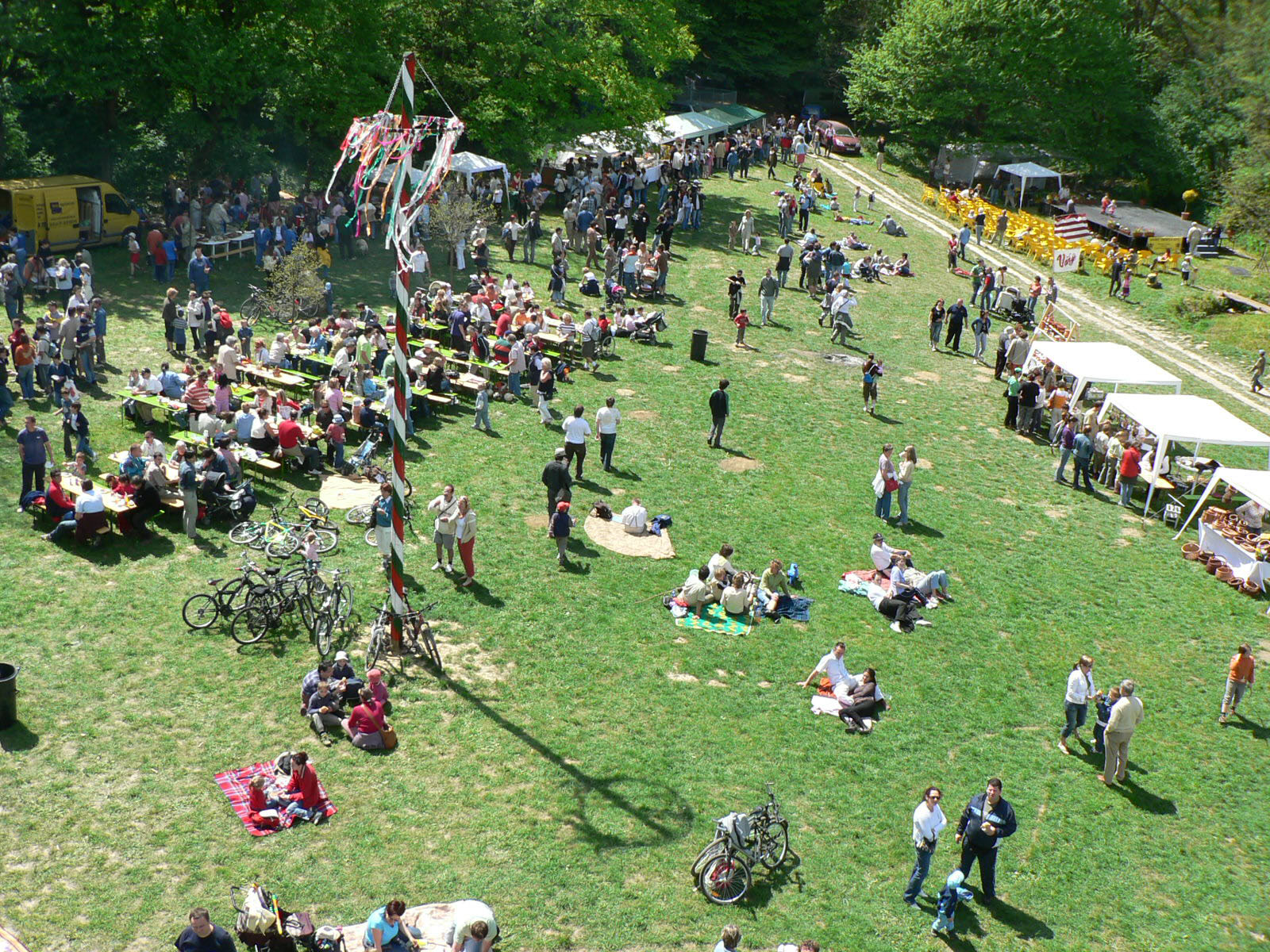
A Jegenye-völgyi nagy tisztás a levegőből, a 2007-es majális idején

Innen további néhány perc sétára nagy, háromszög alakú tisztássá szélesedik ki a völgy, szép időben ezt a tisztást nemritkán turisták százai lepik el, de itt szokta tartani a hivatalos községi majálist Solymár önkormányzata is, minden év május 1-jén. Ugyanitt két kisebb aszóvölgy is eléri a Jegenye-völgyet, a pesthidegkúti Kálvária-hegy irányából. A tisztás fölé kelet felől magasodó dombtetőn, a völgyre néző lejtő peremén egy régi emlékmű maradványa is felfedezhető, amit visszaemlékezések szerint 1948-49 körül állítottak, de pontosan nem ismert, hogy minek az emlékére.
Ettől fogva a völgy haladási iránya majdnem pontosan északi, mígnem a Mátyás-domb és az azon emelkedő solymári vár mellett a patakja magába fogadja a Káposztás-patak vizét is, majd a dombot megkerülve és keresztezve a Budapest–Esztergom-vasútvonalat, becsatlakozik a széles Solymári-völgyön végigfolyó Aranyhegyi-patakba.

## Kultúrtörténet

### Festékgyártás a völgy területén
A Jegenye-völgy térségében feltárt különféle nyersanyagokra alapozva egy vállalkozó már 1896-ban festékgyárat alapított, amely nagy valószínűséggel a Középső-Jegenye-völgy végénél lévő, későbbi kerámiaüzem helyén állt, működése csúcsán állítólag 100-nál is több munkással. Az első világháború alatt ez a gyár megszűnt, de a solymári községi tanács 1951-ben ismét felvetette egy festékalapanyag-ipari vállalat létesítésének lehetőségével, a Jegenye-völgyben található vörös festékalapanyagra építve. Az üzem létesítéséhez azonban hitelfelvételre volt szükség, amivel kapcsolatosan a községi végrehajtó bizottság által elkövetett szabálytalanságokra derült fény, emiatt az üzem szervezését le kellett állítani.

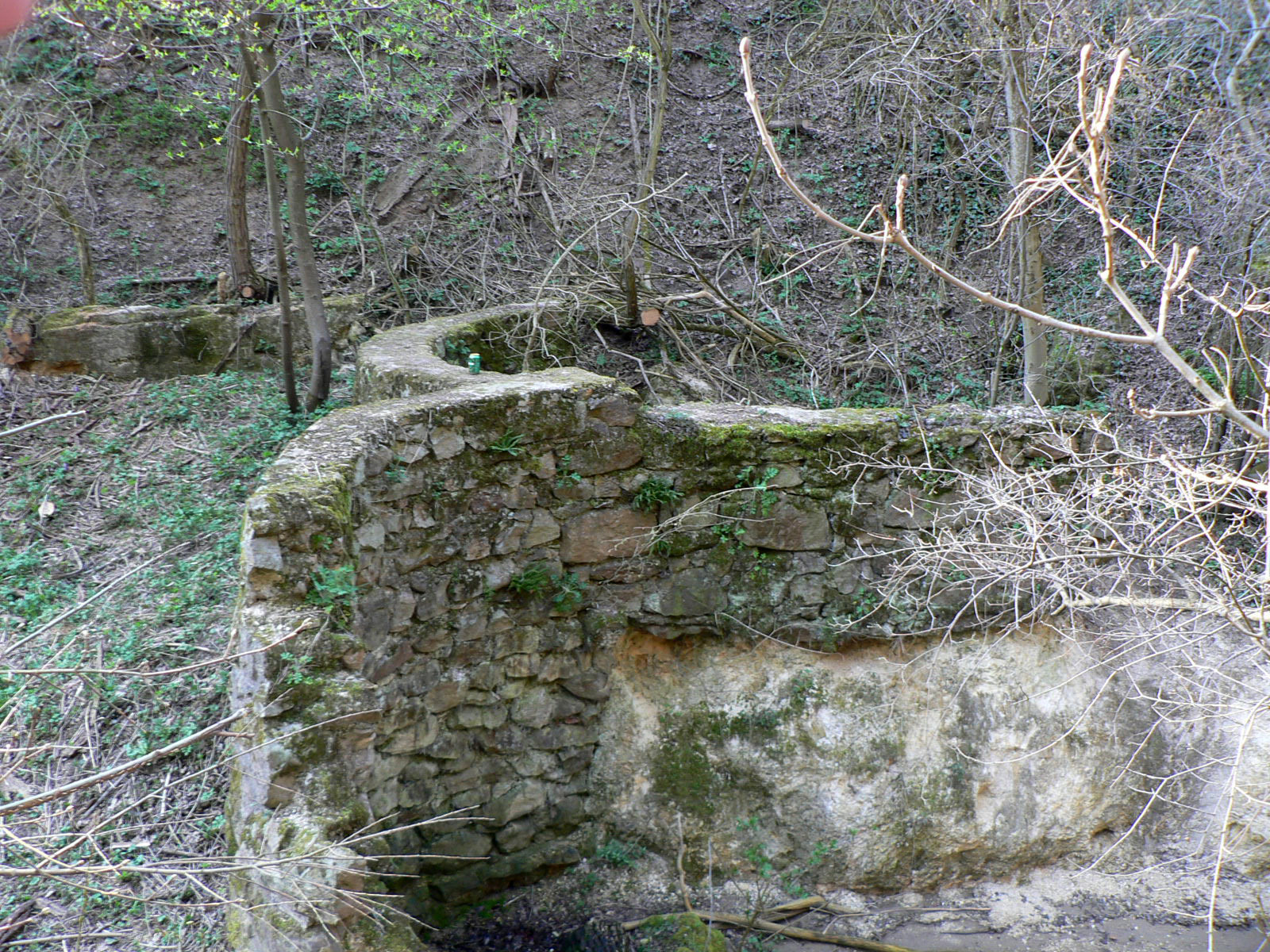
A Jegenye-völgyi strandfürdő gátjának romjai

### Strandfürdő a Jegenye-völgyben
1929-ben dr. Tarpay-Nagy Miklós solymári körzeti orvos strandfürdő építését kezdeményezte a Jegenye-völgyben – a vízesés alatti szakaszon –, melynek megvalósítását az ötletgazdák részvénykibocsájtással oldották meg. A strandfürdő néhány éven belül meg is épült, oly módon, hogy egy zsilippel ellátott, íves alakú, beton anyagú völgyzáró gáttal egy kb. 100 méter hosszú medencét alakítottak ki, ami mellett kabinsort létesítettek, és gyalogos szerpentinút is épült annak érdekében, hogy a strandot Solymár belterülete felől is minél rövidebb, kényelmes úton lehessen elérni. A fürdő népszerűségét csak az korlátozta, hogy a hegyekkel övezett, keskeny völgyben a víz nehezen melegedett fel, ezért inkább csak a nyári kánikula idején lehetett használni. A község dobolási jegyzőkönyveinek tanúsága szerint az akkor Sziklafürdő nevet viselő fürdő 1944-ben még működött, de a második világháború hadműveletei következtében tönkrement és nem is állították helyre. Az 1960-as években felmerült ugyan a helyreállításának lehetősége, de a felsőbb hatóságok a Paprikás-patak vizének szennyezettsége miatt ezt nem engedélyezték. A betongát maradványai a völgyben ma is felismerhetők.

## Képgaléria

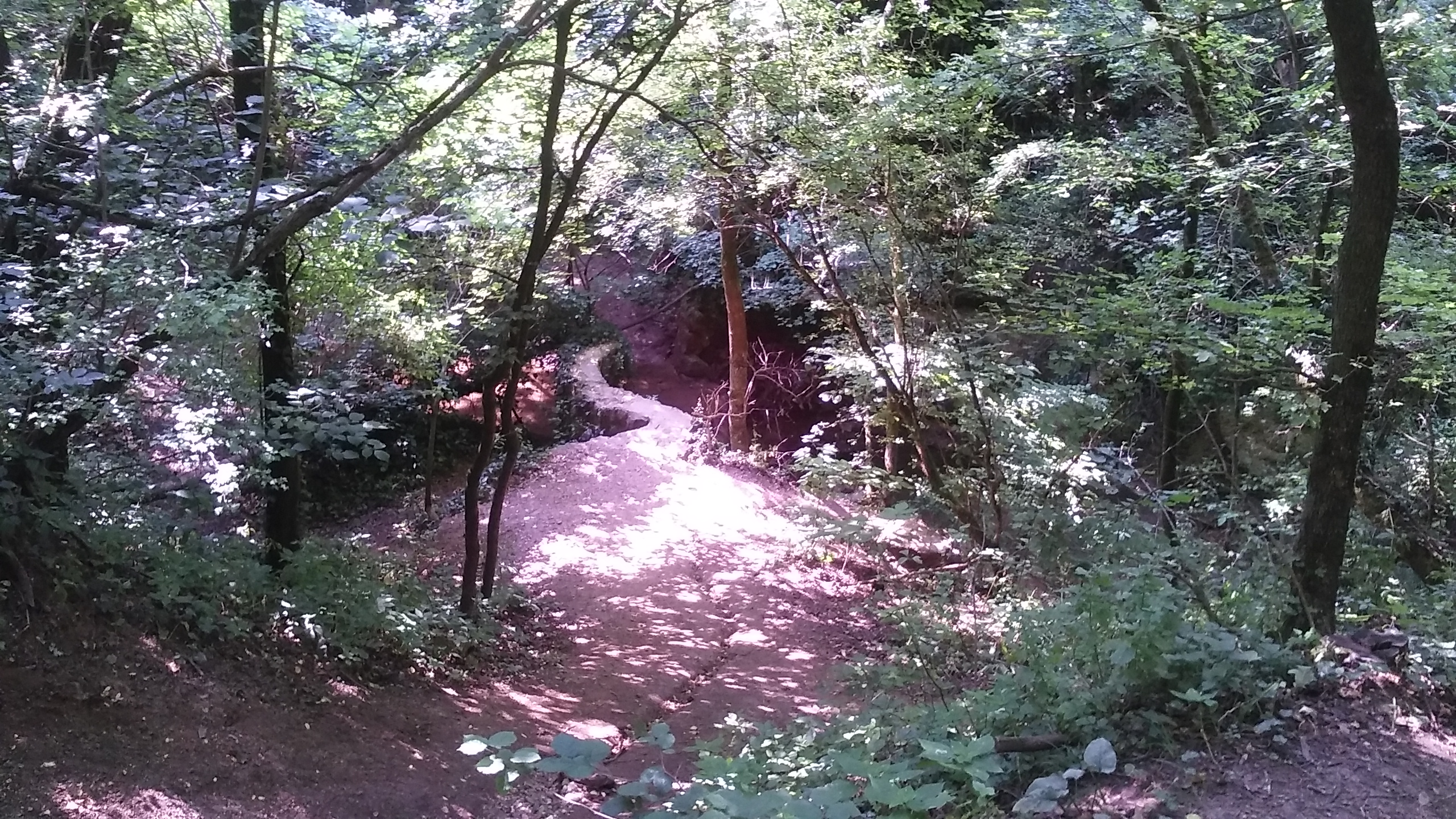
A Jegenye-völgy egy részlete, az egykori fürdő romjai
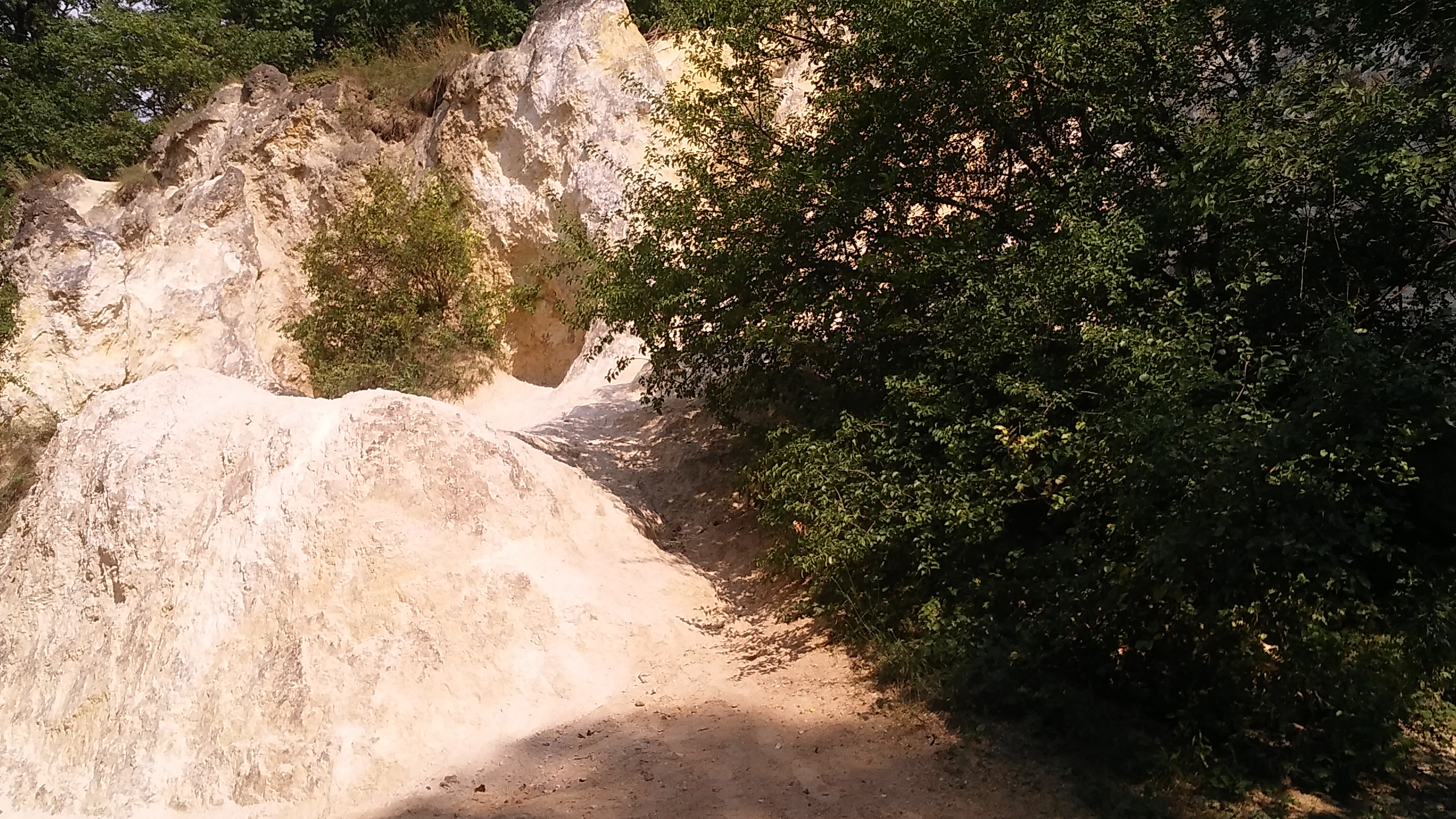
A Jegenye-völgy egy részlete
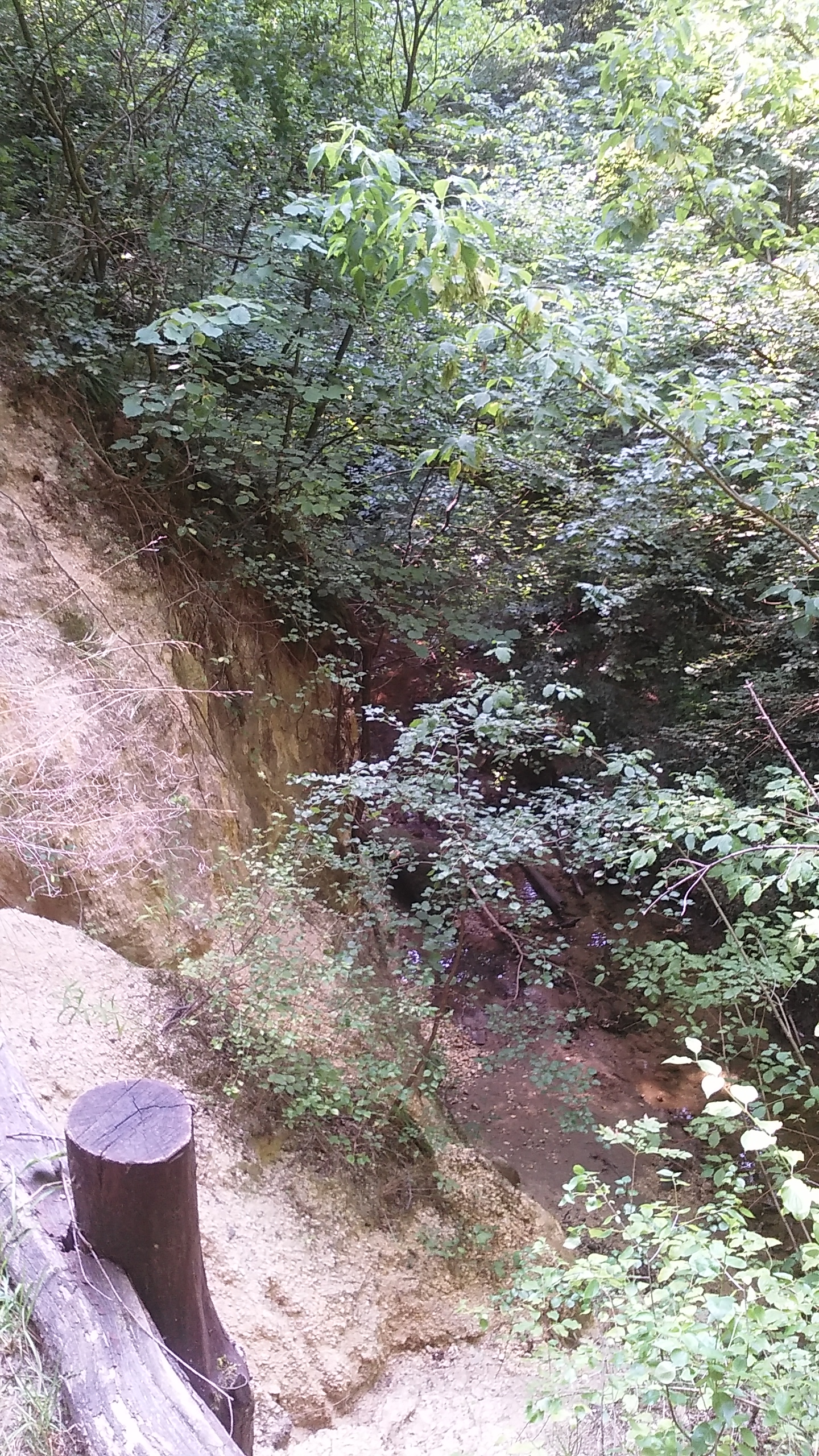
A Jegenye-völgy egy részlete
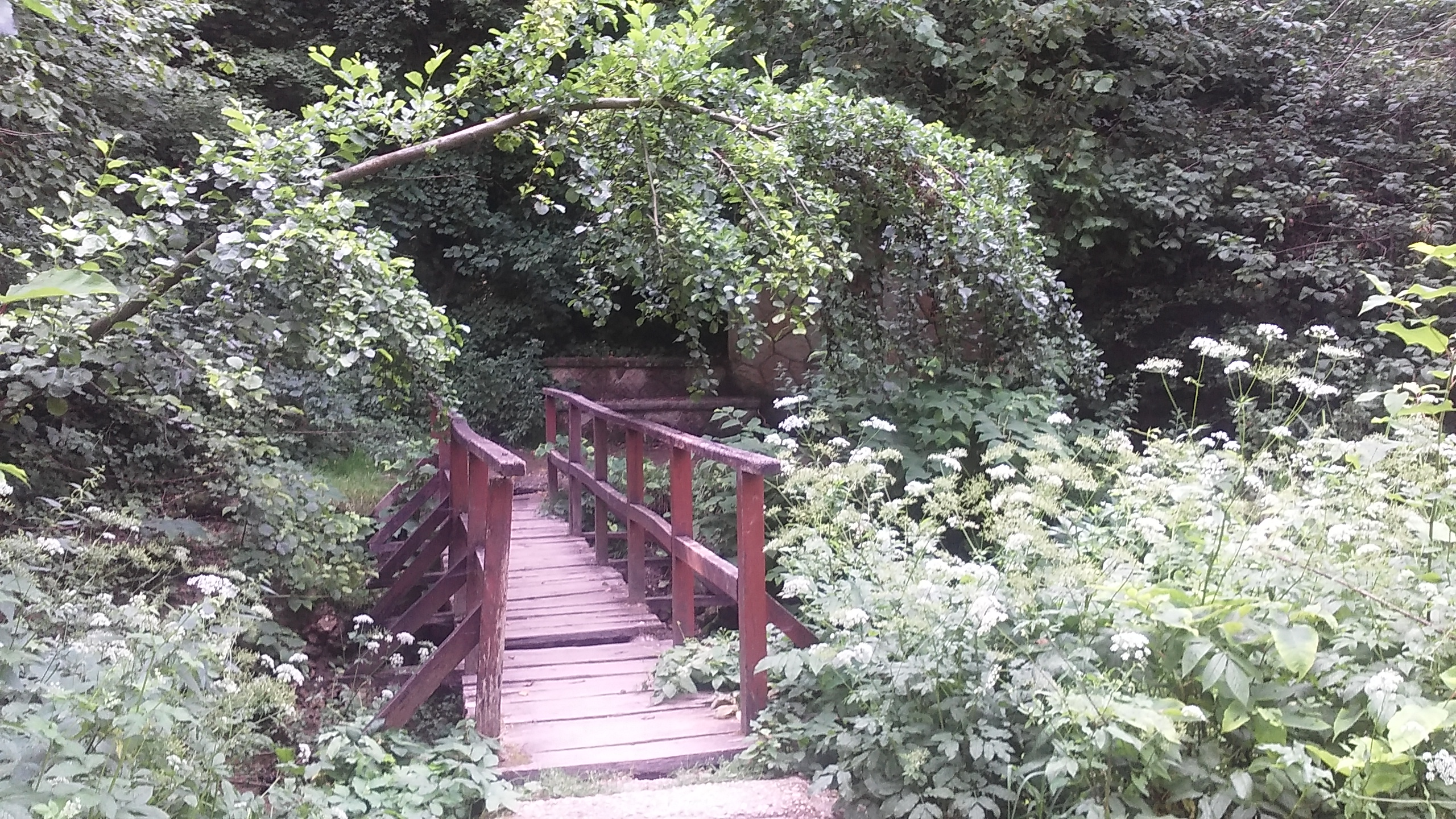
2017 nyarán a Paprikás-patak menti turistaútról alig látszott a Rózsika-forrás
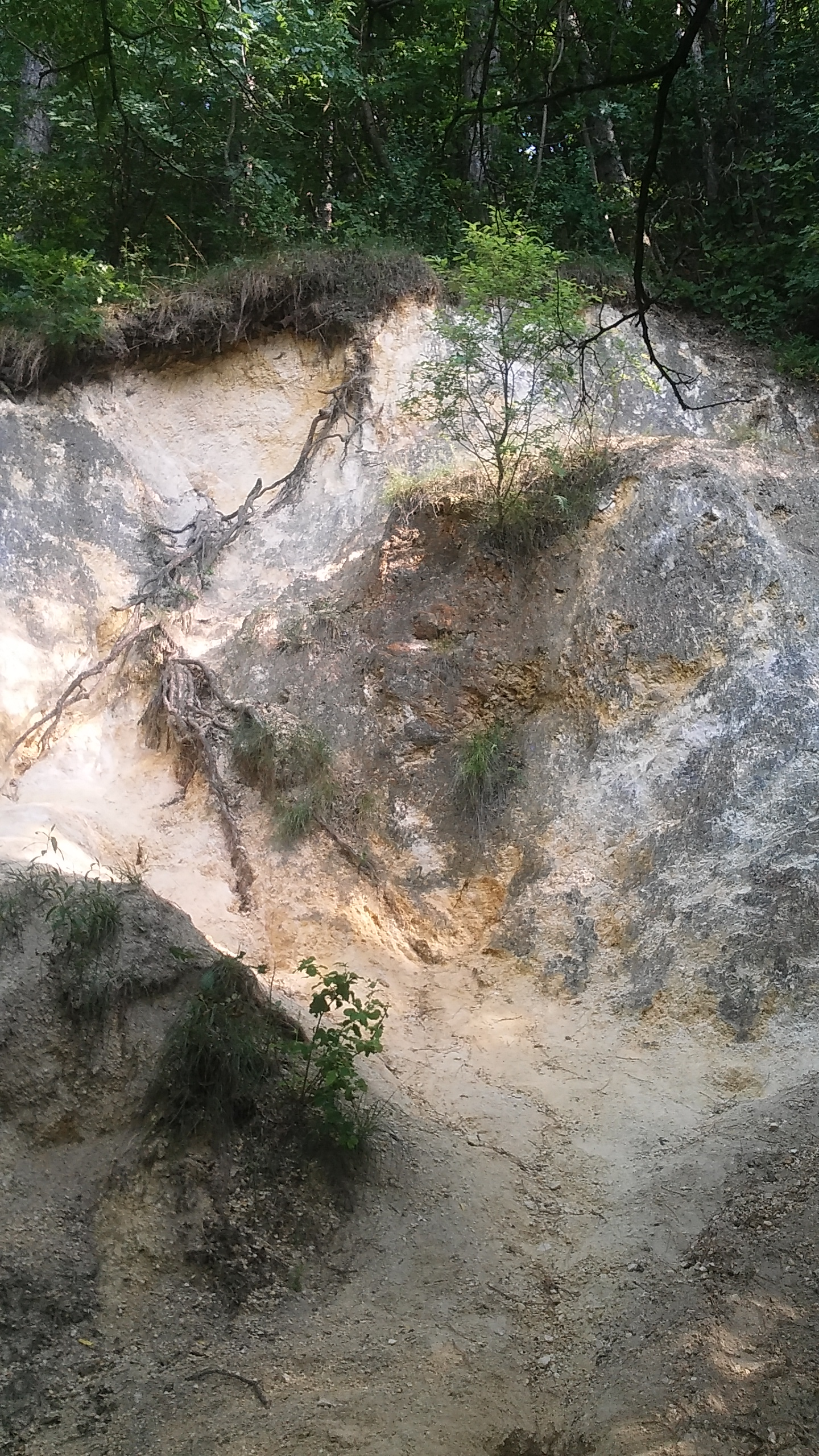
A Jegenye-völgy egy részlete
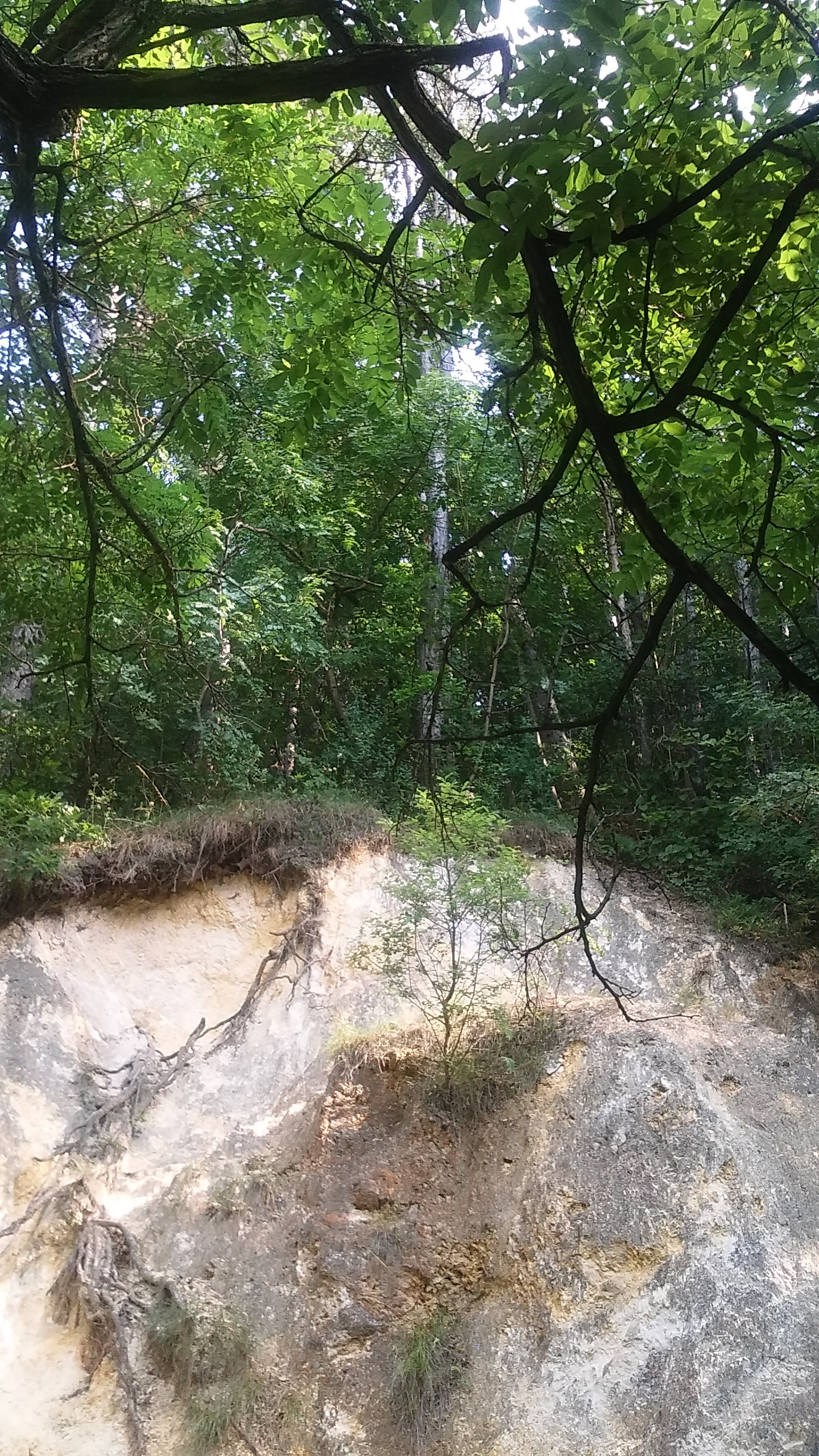
A Jegenye-völgy egy részlete